# Иудино
Иудино — село в Сергиево-Посадском районе Московской области России, входит в состав сельского поселения Реммаш. Население — 46 чел. (2010).
Расположено на севере Московской области, в центральной части Сергиево-Посадского района, примерно в 67 км к северу от Московской кольцевой автодороги и 17 км к северу от станции Сергиев Посад Ярославского направления Московской железной дороги, по левому берегу реки Куньи.
В 15 км восточнее села проходит Ярославское шоссе М8, в 7 км к юго-западу — Московское большое кольцо А108, в 28 км к западу — автодорога Р112. Ближайшие населённые пункты — посёлок Реммаш, село Парфёново и деревня Шубино.
Связано автобусным сообщением с городами Сергиевым Посадом, Пересветом и Калязином.

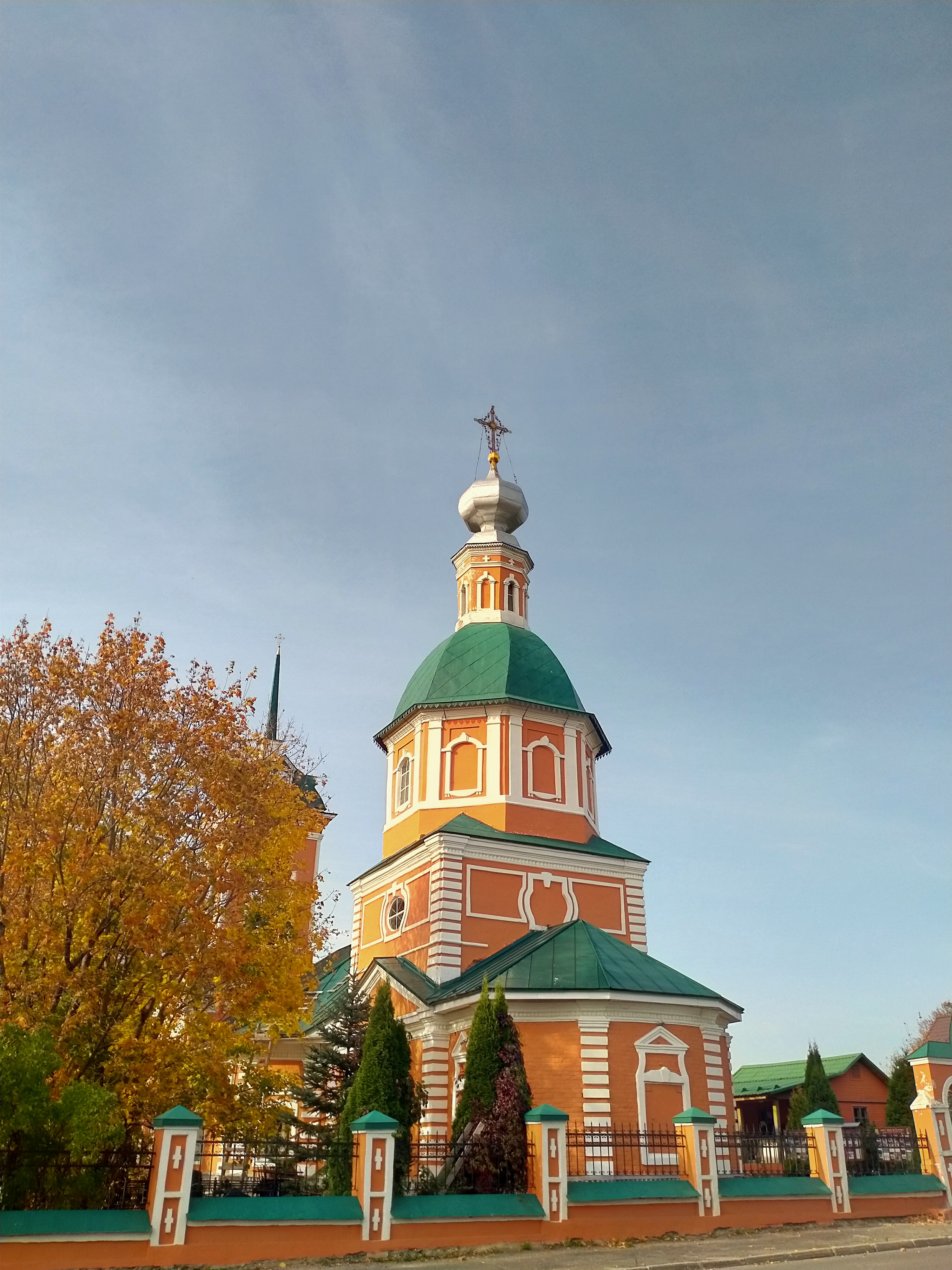
Церковь Рождества Христова в Иудино

В селе находится церковь Рождества Христова типа восьмерик на четверике в стиле барокко, с трапезной и колокольней. Построена в 1763—1771 годах. В 1936 году была закрыта, в 1992 году возвращена верующим и отреставрирована. Является объектом культурного наследия России как памятник градостроительства и архитектуры федерального значения.
В Иудине родился Василий Емельянович Кондратьев (1887—1937) — святой Русской православной церкви.
В «Списке населённых мест» 1862 года Юдино (Кочерги) — казённое село 2-го стана Александровского уезда Владимирской губернии на Угличском просёлочном тракте от границы Дмитровского уезда к Переяславскому, в 40 верстах от уездного города и 15 верстах от становой квартиры, при речке Кочерге, с 26 дворами, православной церковью и 180 жителями (87 мужчин, 93 женщины).
По данным на 1895 год — село Рогачёвской волости Александровского уезда с 136 жителями (56 мужчин, 80 женщин). Основным промыслом населения являлось хлебопашество, в зимнее время женщины и подростки занимались размоткой шёлка и клеением гильз, 29 человек уезжало в качестве прислуги и фабричных рабочих на отхожий промысел в Сергиевский посад и по Александровскому уезду.
По материалам Всесоюзной переписи населения 1926 года — центр Иудинского сельсовета Рогачёвской волости Сергиевского уезда Московской губернии в 10,7 км от Ярославского шоссе и 19,2 км от станции Сергиево Северной железной дороги; проживало 218 человек (100 мужчины, 118 женщин), насчитывалось 41 хозяйство (36 крестьянских).
С 1929 года — населённый пункт Московской области в составе Иудинского сельсовета Сергиевского района (1929—1930), Иудинского сельсовета Загорского района (1930—1954), Мишутинского сельсовета Загорского района (1954—1963, 1965—1991), Мишутинского сельсовета Мытищинского укрупнённого сельского района (1963—1965), Мишутинского сельсовета Сергиево-Посадского района (1991—1994), Мишутинского сельского округа Сергиево-Посадского района (1994—2006), сельского поселения Реммаш Сергиево-Посадского района (2006 — н. в.).

## Население
| 1835 | 1850 | 1857 | 1859 | 1886 | 1895 | 1905 | 1926 |
| ---- | ---- | ---- | ---- | ---- | ---- | ---- | ---- |
| 148  | ↘147 | ↗150 | ↗180 | ↘120 | ↗136 | ↘128 | ↗218 |
| 2002 | 2006 | 2010 |      |      |      |      |      |
| ↘19  | ↗20  | ↗46  |      |      |      |      |      |